# (38611) 2000 AS74
2000 AS74 (asteroide 38611) é um asteroide troiano de Júpiter. Possui uma excentricidade de 0.12905560 e uma inclinação de 8.34976º.
Este asteroide foi descoberto no dia 5 de janeiro de 2000 por LINEAR em Socorro.